# Trichomanes roraimense
Trichomanes roraimense är en hinnbräkenväxtart som beskrevs av Jenm. Trichomanes roraimense ingår i släktet Trichomanes och familjen Hymenophyllaceae. Inga underarter finns listade.